# Staphylinini
Staphylinini es una tribu de grandes escarabajos vagabundos de la familia Staphylinidae. Hay al menos 20 géneros y 120 especies descritas en Staphylinini.

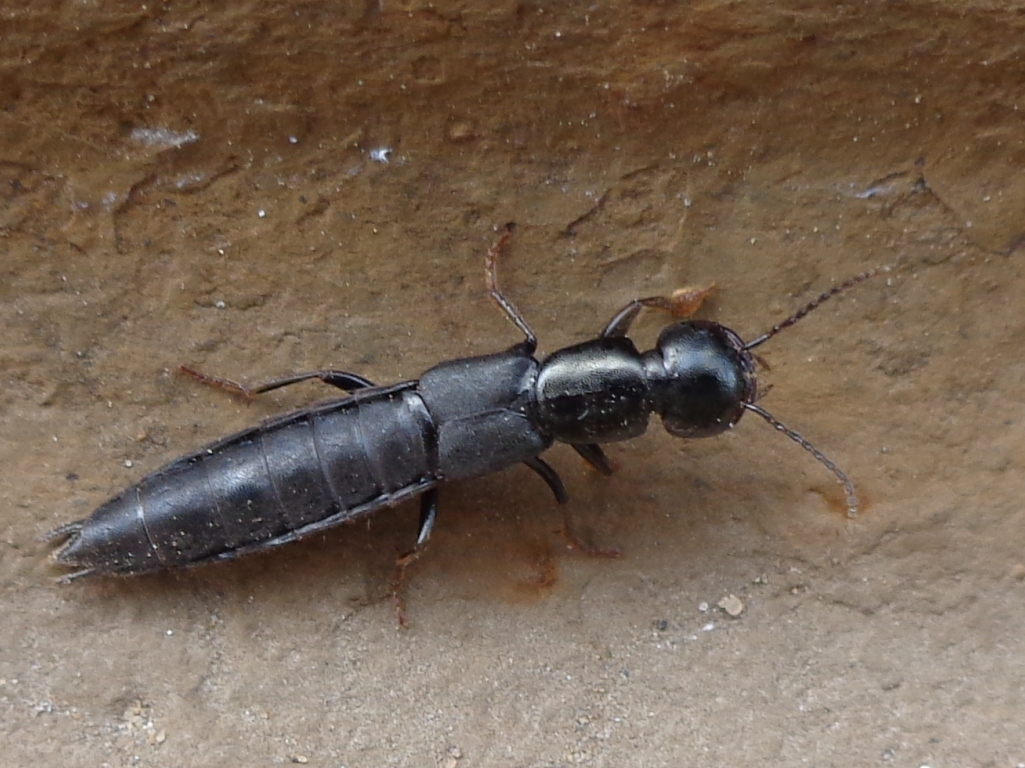
Tasgius ater

## Géneros
- Acylophorus
- Anaquedius
- Antimerus Fauvel, 1878
- Atanygnathus
- Beeria
  - Beeria nematocera Casey, 1915
- Belonuchus Bordmann, 1837
- Bisnius
- Cafius Stephens, 1829
- Creophilus
- Dinothenarus
- Erichsonius
- Flohria Sharp, 1884
- Gabrius
- Gabronthus
- Hadrotes Le Conte, 1861
- Hemiquedius Casey, 1915
- Hesperus
- Heterothops
- Holisus (Hyptioma) cubensis Casey, 1906
- Laetulonthus Moore & Legner, 1973
- Neobisnius
- Ocypus
- Ontholestes
- Philonthus Stephens, 1829
- Platydracus
- Quedius (Distichalius) virginicus Casey, 1915
- Tasgius
- Thinopinus Le Conte, 1852
- Tympanophorus
- Xanthopygus